# That's TV
Pour plus de détails, voir Fiche technique et Distribution.
That's TV est un téléfilm dramatique américain réalisé par Art Fisher et sorti en 1982.

## Fiche technique
- Titre original : That's TV
- Réalisation : Art Fisher
- Scénario : Jeffrey Barron et Bill Richmond
- Photographie :
- Montage :
- Musique :
- Costumes :
- Décors :
- Casting :
- Producteur :
  - Producteur délégué : Frank Brill et Art Fisher
- Sociétés de production : NBC Entertainment
- Sociétés de distribution : NBC
- Pays d'origine :  États-Unis
- Langue originale : anglais
- Format : couleur
- Genre : Drame
- Durée : 90 minutes
- Dates de sortie : 
  - États-Unis : 12 août 1982

## Distribution
- Melissa Sue Anderson : plusieurs personnages
- Susan Anton
- Mike Binder
- Robert Conrad
- Erik Estrada
- Judy Landers
- Maggie Roswell